# Eiblschrofen

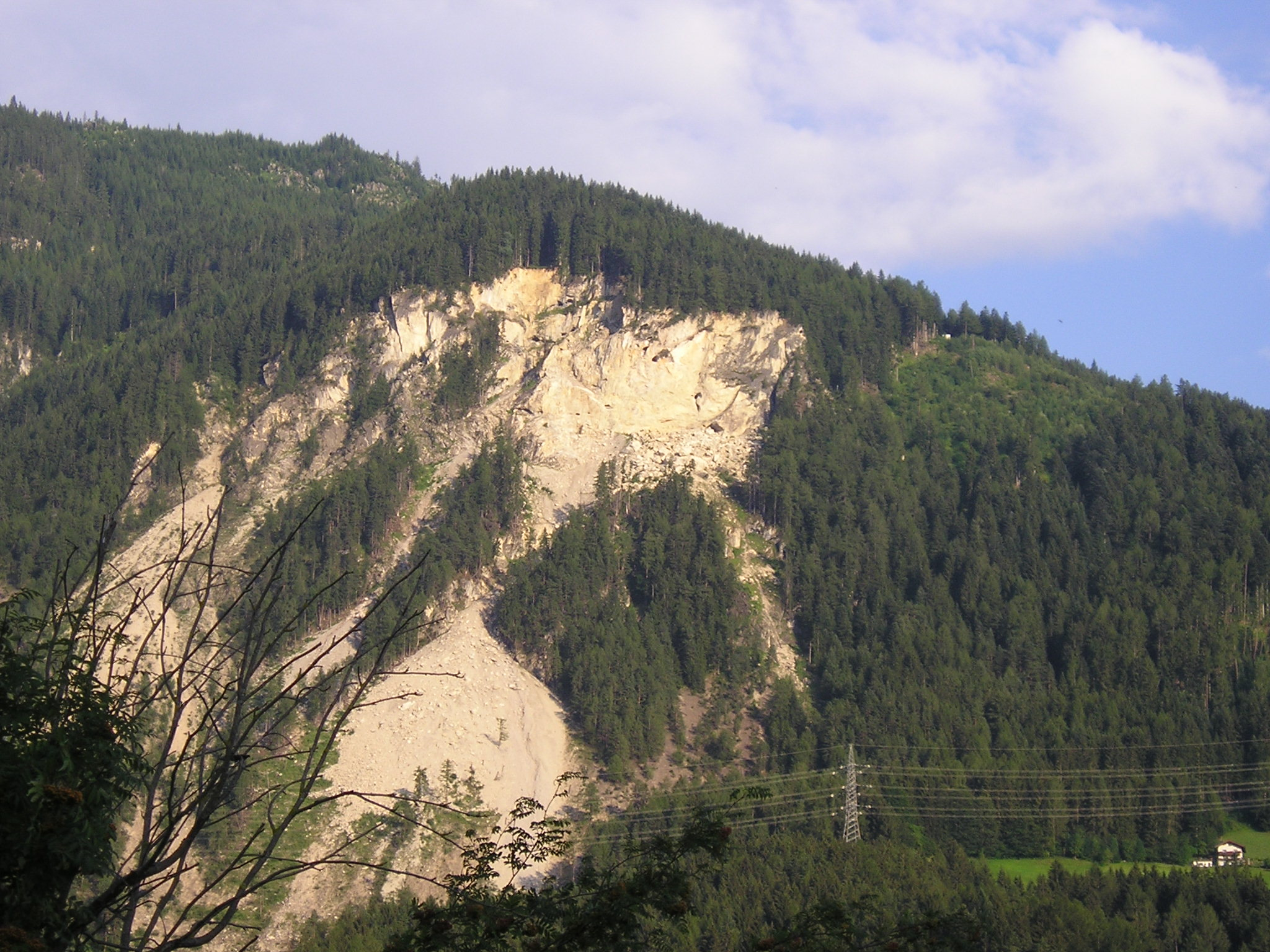
Eiblschrofen (20. Okt. 2006(?))

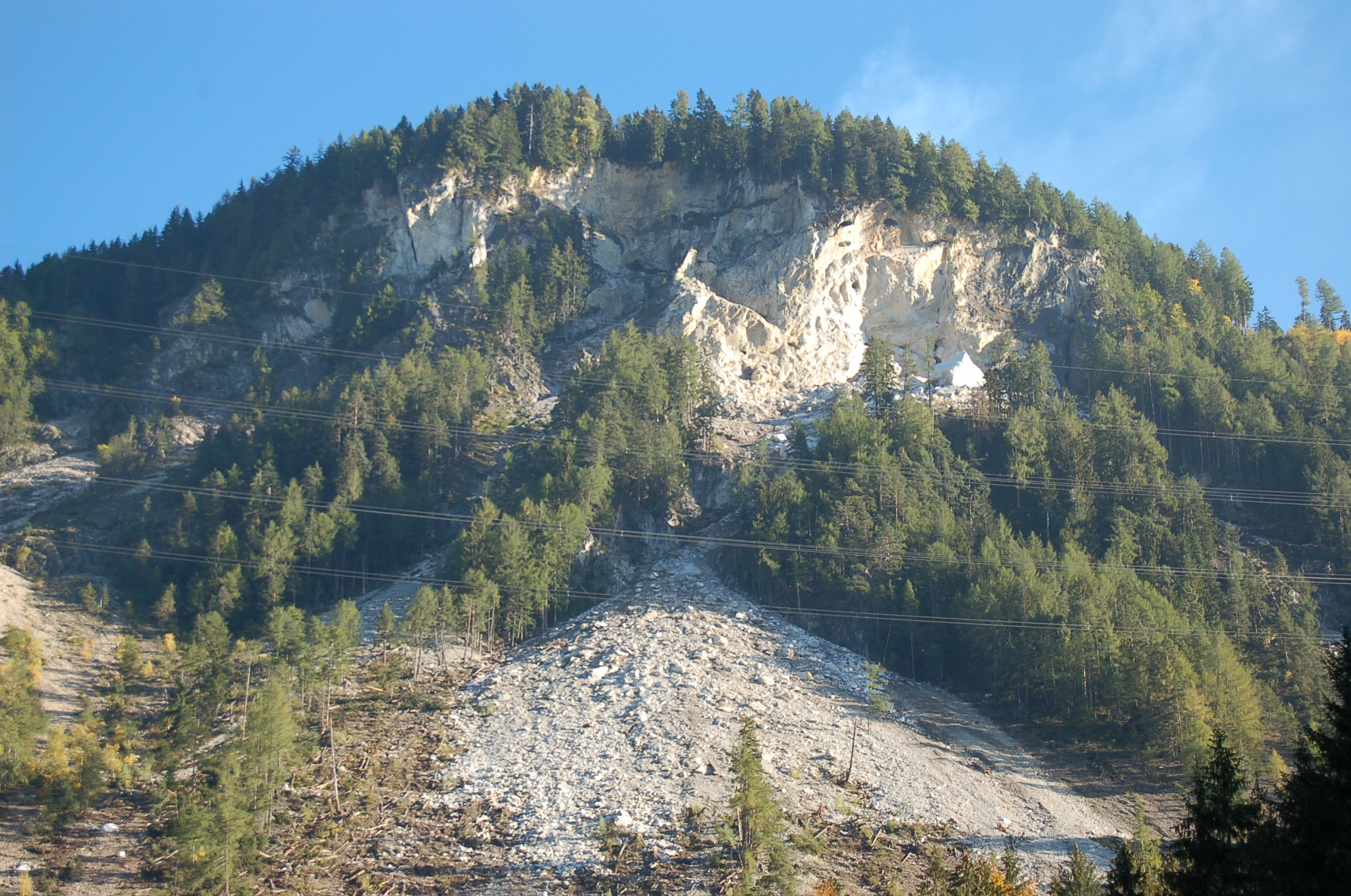
Eiblschrofen (24. Okt. 2006; von einem tieferen, näheren Standort weiter links aus (siehe Höchstspannungsleitung); nach dem Abbruch vom 16. Okt. 2006)

Der Eiblschrofen (lt. ÖK 50: Eibl Schrofen) ist ein Berg bei Schwaz in Tirol (Österreich). Er bildet neben Schloss Freundsberg die wohl markanteste Erscheinung oberhalb von Schwaz.
Beim Eiblschrofen handelt sich um eine bewaldete Kuppe nordöstlich des Mehrerkopfs (1666 m) und des Kellerjochs (2344 m), die durch den Bergsturz von 1999 österreichweite Bekanntheit erlangte.

## Felssturz 1999
Am 10. Juli 1999 hat eine Serie von Felsstürzen aus der Westwand des Eiblschrofen eingesetzt. In wenigen Tagen brachen ca. 150.000 m³ Gestein ab und bedrohten laut Geologen akut die darunter wohnende Bevölkerung des Schwazer Ortsteils Ried. Es wurde ein Krisenstab gebildet, der über die Evakuierung des Ortsteils entscheiden sollte. Aufgrund der Reichweitenabschätzung der Sturzmassen, die über das Fahrböschungsmodell berechnet wurden, war der Abtransport von 250 Personen in Phase I zwingend erforderlich.
Auf der Grundlage geodätischer, geophysikalischer und geologischer Beobachtungen wurde die Gefährdungssituation laufend neu eingeschätzt und Entwicklungsprognosen erstellt. Diese Ergebnisse waren auch Grundlage für den Bau von zwei Auffangdämmen. Mit zunehmendem Baufortschritt konnte die Evakuierung schrittweise zurückgenommen werden. Am 3. November 1999 wurden die letzten Wohnhäuser wieder besiedelt.

## Bergbau in Schwaz – damals und heute
Der Bergbau in Schwaz begann etwa 1500 v. Chr. und ist durch Porzellanfunde nachgewiesen.